# Solanum radicans
Solanum radicans är en potatisväxtart som beskrevs av Carl von Linné d.y.. Solanum radicans ingår i släktet skattor som ingår i familjen potatisväxter. Inga underarter finns listade i Catalogue of Life.